# (4842) Atsushi
(4842) Atsushi ist ein Asteroid des Hauptgürtels, der am 21. November 1989 von den japanischen Astronomen Seiji Ueda und Hiroshi Kaneda am Observatorium in Kushiro (IAU-Code 399) entdeckt wurde.
Der Asteroid wurde nach dem in Kitami auf Hokkaidō lebenden japanischen Amateurastronomen Atsushi Takahashi (* 1965) benannt.